# Peinture française
 (janvier 2019).
Si vous disposez d'ouvrages ou d'articles de référence ou si vous connaissez des sites web de qualité traitant du thème abordé ici, merci de compléter l'article en donnant les références utiles à sa vérifiabilité et en les liant à la section « Notes et références ».

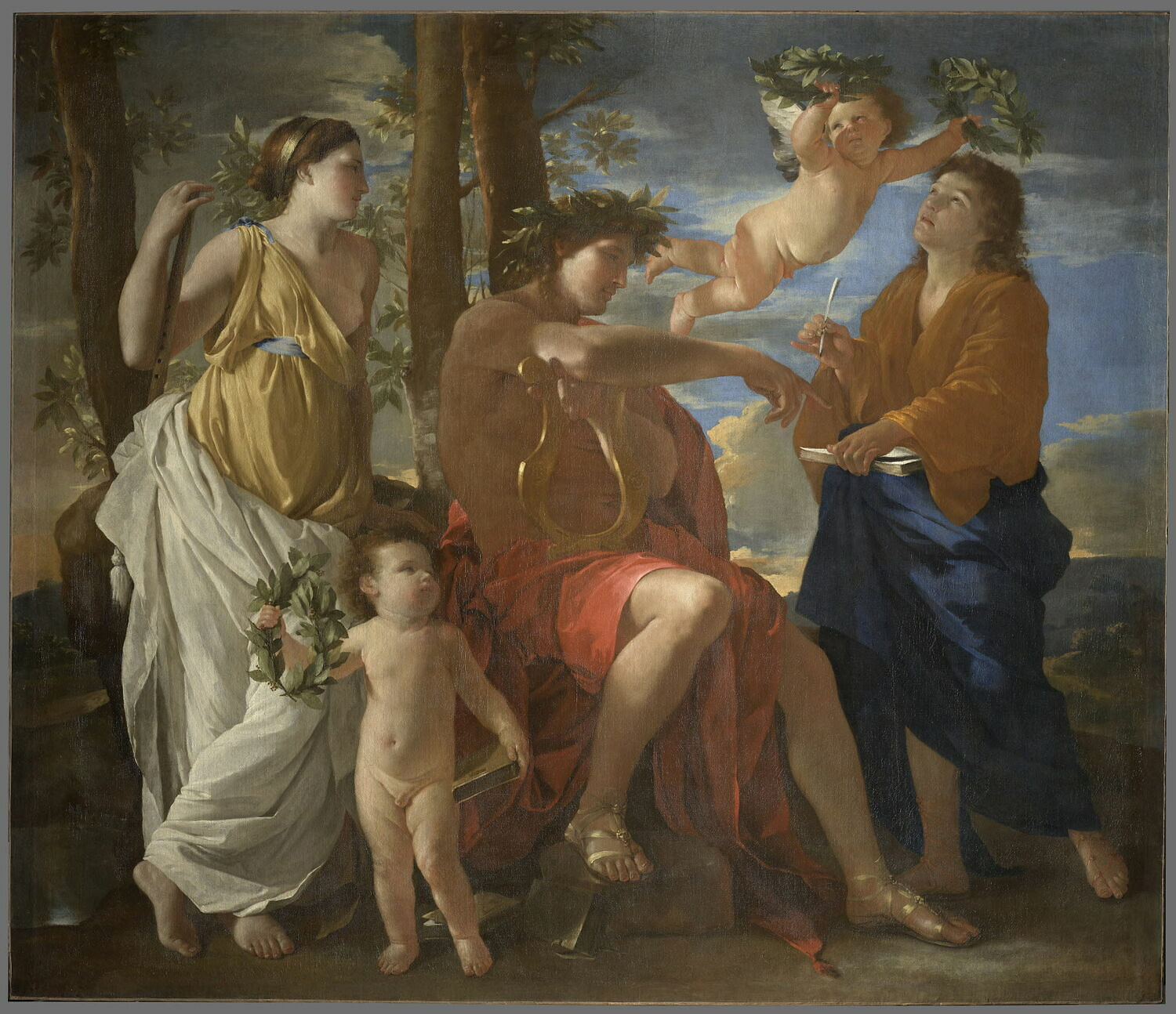
Peinture classique : L'Inspiration du Poète, Nicolas Poussin.

La peinture française est considérée comme une des grandes écoles de peinture par son influence, son histoire et ses productions, aux côtés de la peinture italienne, de la peinture flamande et de la peinture hollandaise.
Les premières manifestations de la peinture sur le territoire français s'observent dans l'art préhistorique des grottes ornées, comme celles de Chauvet vers 35 000 ans AP, Cosquer, Lascaux, Pech Merle, Niaux ou Font-de-Gaume, où sont déjà employé la polychromie, l'estompe, la réserve et même les prémices de la perspective, puis à l'époque romaine avec quelques peintures murales. Au Moyen Âge, on trouve des peintures murales dans les édifices religieux comme Saint-Savin-sur-Gartempe, Nohant-Vic, Tavant, Brinay, Berzé-la-Ville, Montoire-sur-le-Loir ou les cathédrales de Cahors, d'Auxerre ou d'Albi, mais surtout dans l'art du vitrail comme à la cathédrale de Chartres, de Paris ou de Bourges ou la Sainte-Chapelle à Paris, etc., des enluminures dans les manuscrits depuis l'époque carolingienne, puis dans les livres d'heures et enfin des tableaux, avec vers 1350 le Portrait de Jean II le Bon, le premier portrait individuel conservé depuis l'Antiquité. À la Renaissance, on suit des modèles italianisants et c'est au XVIIe siècle, avec Nicolas Poussin et Le Lorrain, que la peinture française s'affirme comme une école importante. Le XVIIIe siècle a apporté le Rococo ; tandis que le XIXe siècle est le grand siècle de la peinture française et qu'au XXe siècle s'imposent les manifestations de la modernité.

## XIVesiècle-XVesiècle
Les peintres français du Moyen Âge comprennent : Jean de Beaumetz, Jean Malouel, Enguerrand Quarton, Barthélemy d'Eyck originaire des Pays-Bas, Jean Perreal, Nicolas Froment, Jacob de Littemont, Jean Fouquet, André d'Ypres, Colin d'Amiens, Jean Hey, Nicolas Dipre ou Josse Lieferinxe originaire des Pays-Bas et des peintres enlumineurs comme Jean Pucelle, André Beauneveu, Jacquemart de Hesdin, les Frères de Limbourg originaires des Pays-Bas, le Maître de Bedford, le Maître de Boucicaut, le Maître de Saint-Goery, le Maître de Rohan, Jean Colombe, Jean Poyer ou Jean Bourdichon.

## XVIesiècle
Les peintres qui gravitent autour de l'École de Fontainebleau comportent, outre des peintres venus d'Italie : Grégoire Guérard et Bartholomeus Pons originaires des Pays-Bas, Jean Clouet originaire de Flandre, Jean Cousin le Père, Jean Cousin le Fils, Noël Jallier, François Clouet, Antoine Caron, Toussaint Dubreuil, Martin Freminet, Ambroise Dubois originaire de Flandre ou encore Jacob Bunel et Quentin Varin.

## XVIIesiècle

### Peinture baroque
Peintres baroques notables en France : Simon Vouet (1590-1649), Claude Vignon, Lubin Baugin, les Frères Le Nain, Valentin de Boulogne, Georges de la Tour (1659-1743), Abraham Bosse (1604-1676), Louise Moillon, Jacques Blanchard, Michel Dorigny, Hyacinthe Rigaud (1659-1743), Charles de La Fosse, François de Troy, Nicolas de Largillierre.

### Peinture classique
Peintres classiques notables en France : Nicolas Poussin (1594-1665), Claude Lorrain (1600-1682), Philippe de Champaigne (1602-1674) originaire de Flandre, Gaspard Dughet, Charles Le Brun, Eustache Le Sueur, Laurent de La Hyre, Sébastien Bourdon, Jacques Stella, Pierre Mignard, Antoine Coypel, Nicolas Chaperon, Pierre Patel, Joseph Parrocel.

## XVIIIesiècle

### Rococo
Peintres notables (style rocaille ou rococo) : Antoine Watteau (1684-1721), François Lemoyne, Charles-Joseph Natoire, Nicolas Lancret, Jean Jouvenet, Jean Restout, Pierre Subleyras, Carle van Loo, Alexandre-François Desportes , Jean-Baptiste Oudry; Francois Boucher (1703-1770), Jean-Marc Nattier, Jean-Siméon Chardin (1699-1779) et Jean-Honoré Fragonard (1732-1806). On pourrait ajouter Quentin de La Tour, grand pastelliste.

### Néo-classicisme
Les principaux représentants du néo-classicisme en France sont : Joseph-Marie Vien (1716-1809), Claude Joseph Vernet (1714-1789), Jean-Baptiste Greuze (1725-1805), Élisabeth Vigée Le Brun, Marguerite Gérard, Hubert Robert (1733-1808), Pierre-Henri de Valenciennes, Jacques-Louis David (1748-1825), le chef de file de l’École, Pierre-Narcisse Guérin, Jean-Germain Drouais, Pierre Peyron, Joseph-Benoît Suvée, François-André Vincent, Henri-Pierre Danloux, François Gérard, Louis Léopold Boilly et Dominique Ingres (1780-1867).

## XIXesiècle

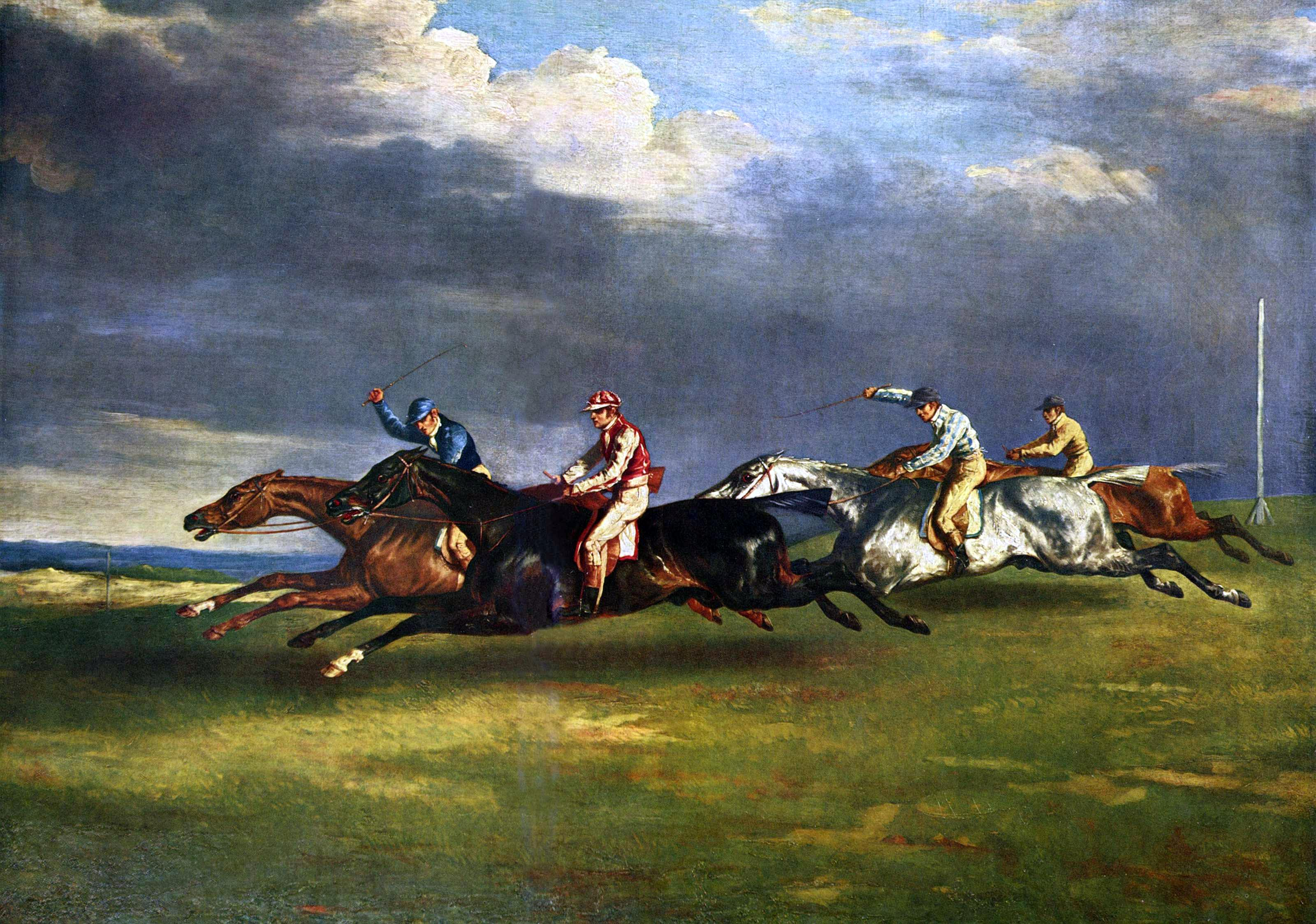
Romantisme:
Le Derby D'Epsom Géricault

### Préromantisme
Ce mouvement comprend : Anne-Louis Girodet, Pierre-Paul Prud'hon (1758-1823) ou Antoine Jean Gros (1771-1835).

### Romantisme
Parmi les principaux peintres romantiques de cette période on trouve : Théodore Géricault (1791-1824), Eugène Delacroix, le peintre majeur du mouvement (1798-1863) et Théodore Chassériau.

### Réalisme
Peintres Réalistes notables : Gustave Courbet chef de file du courant réaliste (1819-1877), Honoré Daumier et Henri Fantin-Latour.

#### École de Barbizon
L'école de Barbizon est constituée d'un groupe de peintres paysagistes associés au Réalisme : Camille Corot (1796-1875), Jean-François Millet (1814-1875), Théodore Rousseau (1812-1867), Charles-François Daubigny.

### Académisme
L'académisme regroupe les artistes soutenant les principes de l'Académie des beaux-arts et de l'École des beaux-arts, qui permettaient l'entrée dans les institutions officielles, comme le Musée du Luxembourg réservé aux commandes de l'État. Parmi les artistes représentatifs figurent : Alexandre Cabanel, Ernest Meissonier, Jean-Léon Gérôme, William Bouguereau et Léon Bonnat.

### Impressionnisme
Les principaux représentants de l'impressionnisme sont : Édouard Manet (1832-1883), un des pères de l'impressionnisme, Camille Pissarro (1830-1903), Edgar Degas (1834-1917), Claude Monet, qui a donné son nom à l'impressionnisme (1840-1926), Auguste Renoir (1841-1919), Paul Cézanne, l’œuvre, encore aujourd'hui, la plus controversée (1839-1906), Frédéric Bazille (1841-1870), Gustave Caillebotte (1848-1894), Berthe Morisot (1841-1895) et Armand Guillaumin (1841-1927).

### Symbolisme
Gustave Moreau (1826-1898), Pierre Puvis de Chavannes (1824-1898), Odilon Redon (1840-1916), Edgard Maxence (1871-1954).

### Postimpressionnisme
Les artistes notables de ce mouvement qui naît à la fin du XIXe siècle comprennent : Paul Gauguin (1848-1903), Henri de Toulouse-Lautrec (1864-1901), Émile Bernard (1868-1941) ou Henri Rousseau (1844-1910).

### Pointillisme
La technique du Pointillisme est née en France au début des années 1880 avec comme peintres notables : Georges Seurat (1859-1891), Paul Signac (1863-1935) et Maximilien Luce (1858-1941).

### Nabis
À partir des années 1890 se forme le groupe des Nabis influencé par Gauguin et le japonisme : Paul Sérusier (1864-1927), Pierre Bonnard (1867-1947), Édouard Vuillard (1868-1940), Maurice Denis (1870-1943), Ker-Xavier Roussel (1867-1944).

## XXesiècle

### Fauvisme
Henri Matisse (1869-1954) est le précurseur du fauvisme qui nait en 1905 et inclut d'autres grands artistes comme Maurice de Vlaminck (1876-1958), André Derain (1880-1954), Georges Braque (1882-1963), Othon Friesz ou encore Georges Rouault.

### Cubisme
Le cubisme initié à partir de 1907 avec Pablo Picasso ou Juan Gris, comprend aussi des artistes français tels que : Georges Braque, Robert Delaunay (1885-1947), Sonia Delaunay d'origine russe (Ukraine) (1885-1979), Albert Gleizes (1881-1953), Jean Metzinger (1883-1956), Jacques Villon (1875-1963), André Lhote (1885-1962), Henri Le Fauconnier (1881-1946) ou à ses débuts Fernand Leger (1881-1955).

### Dada
Le groupe Dada compte : Marcel Duchamp, Francis Picabia ou Jean Arp.

### Art concret
L'art concret est un mouvement artistique fondé à Paris en 1930 par le hollandais Théo Van Doesburg, apparenté à l'abstraction géométrique à laquelle participent en France : Jean Gorin, Jean Hélion à ses débuts, Aurelie Nemours et après guerre François Morellet.

### Surréalisme
Le surréalisme est représenté en France par des artistes tels que : André Breton, André Masson, Yves Tanguy et Dora Maar.

### Écoles de Paris
La première École de Paris, est un terme pour désigner un groupe d’artistes surtout étrangers qui se rendent à Paris après la première guerre mondiale, mais qui comprend également Maurice Utrillo (1883-1955), Suzanne Valadon, Marie Laurencin (1883-1956) ou dans son dernier style André Derain ; tandis qu'après la seconde guerre mondiale, la seconde école de Paris mêle également artistes français et étrangers et inclut aussi bien le mouvement de l'abstraction lyrique à partir de 1947, que celui de l'Art informel théorisé en 1952, avec : Jean Fautrier, Jean Dubuffet, Gaston Chaissac ou Eugène Leroy. On trouve alors aussi des artistes comme Balthus ou Bernard Buffet.

#### Abstraction lyrique
L'abstraction lyrique, de nature gestuelle, est vécue comme l'ouverture à l'expression personnelle de l'artiste. Les principaux peintres en France sont Georges Mathieu, considéré comme un des pères de l'abstraction lyrique (1921-2012), Jean Bazaine (1904-2001), Alfred Manessier (1911-1993), Pierre Soulages (1919-2022), Nicolas de Staël d'origine russe (1914-1955), Simon Hantaï d'origine hongroise (1922-2008), Pierre Tal Coat (1905-1985), Camille Bryen (1907-1977), Jean Degottex (1918-1988) ou Zao Wou-Ki d'origine chinoise (1920-2013).

### Années 1960
Après une continuité de l'abstraction géométrique, cette période est marquée par l'apparition de l'art cinétique et optique, dont les représentants français sont Victor Vasarely d'origine hongroise ou François Morellet, auxquels se joint un groupe d'artistes sud-américains installés en France ; par le Nouveau Réalisme qui privilégie l'assemblage avec : Yves Klein, Martial Raysse, Arman, Niki de Saint Phalle ou les affichistes Raymond Hains et Jacques de la Villeglé ; par le retour de la figuration à travers la figuration narrative avec : Bernard Rancillac, Jacques Monory, Gérard Fromanger, Gilles Aillaud, Henri Cueco, Hervé Télémaque d'origine haïtienne, Herman Braun-Vega d'origine péruvienne, et Alain Jacquet ou au contraire par l'influence du minimalisme avec Martin Barré et les groupes BMPT et Supports/Surfaces comprenant : Daniel Buren, Michel Parmentier, Claude Viallat, François Rouan ou Christian Jaccard.

### Années 1980
Le Néo-expressionnisme trouve son expression en France avec la Figuration libre qui est représentée par : Robert Combas, Hervé Di Rosa, Gérard Garouste, François Boisrond ou Jean-Charles Blais.
Enfin, les scènes contemporaine et plus récente comprennent des peintres comme : Bertrand Lavier, Bernard Frize, Philippe Cognée, Bernard Piffaretti, Alain Sechas, Jean-Michel Othoniel, Claude Rutault, Jean-Michel Alberola ou Yan Pei-Ming d'origine chinoise ; tandis que la plupart des artistes s'affranchissent désormais du support pictural comme : Jean-Pierre Raynaud, Pierre Huyghe, Xavier Veilhan, Philippe Parreno, Claude Lévêque, Didier Marcel, Philippe Ramette, Gilles Barbier ou Hubert Duprat.

## Galerie d'images

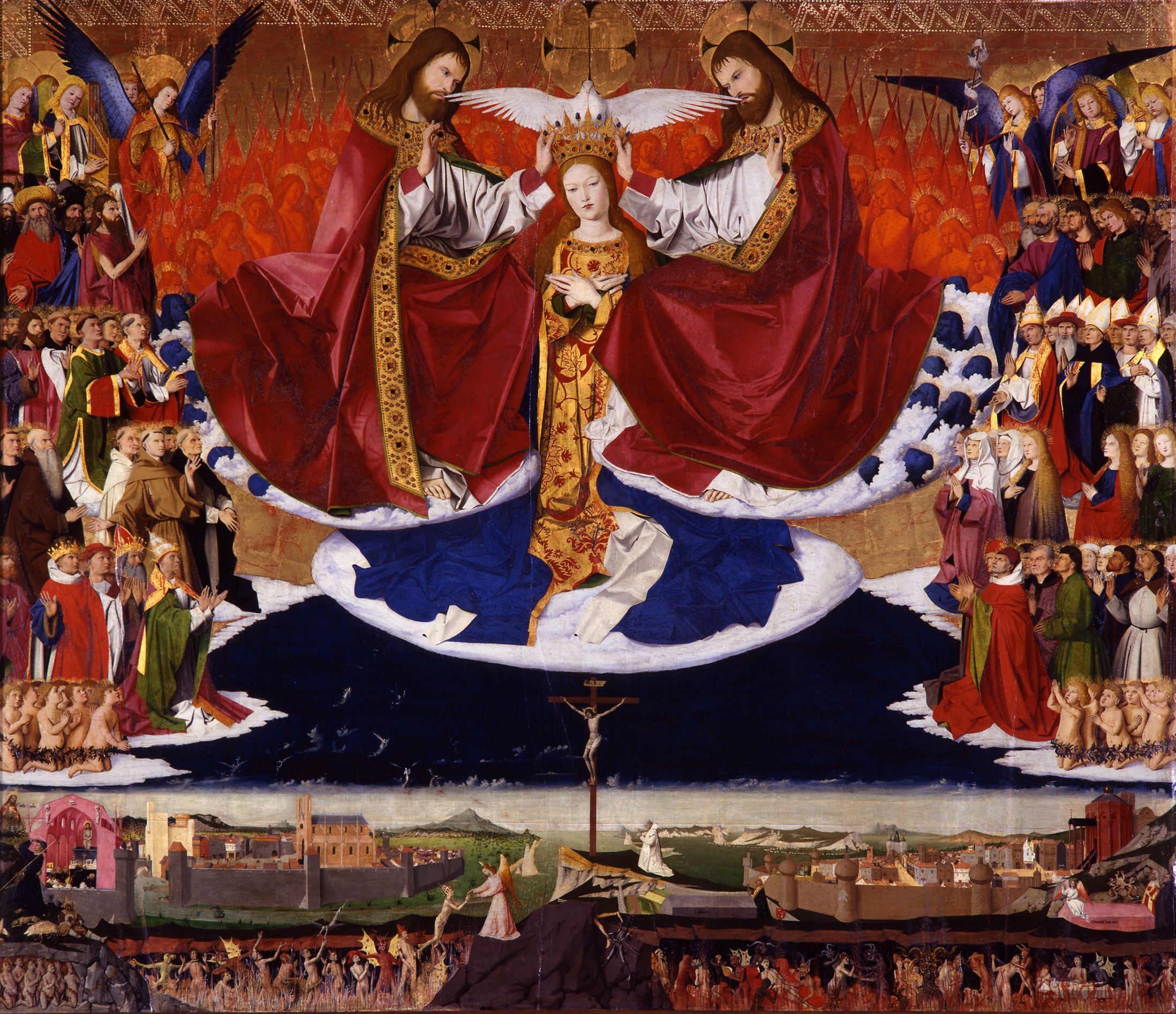
Peinture gothique Le couronnement de la Vierge Enguerrand Quarton
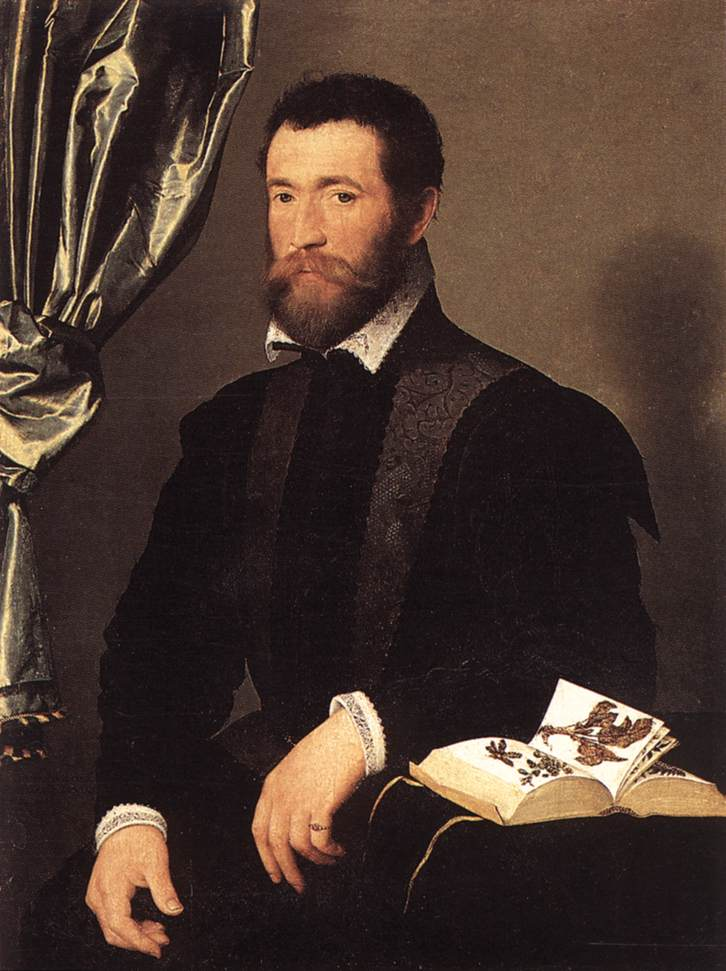
Renaissance Portrait de Pierre Quthe François Clouet
Baroque Le Pèlerinage à l'île de Cythère Antoine Watteau
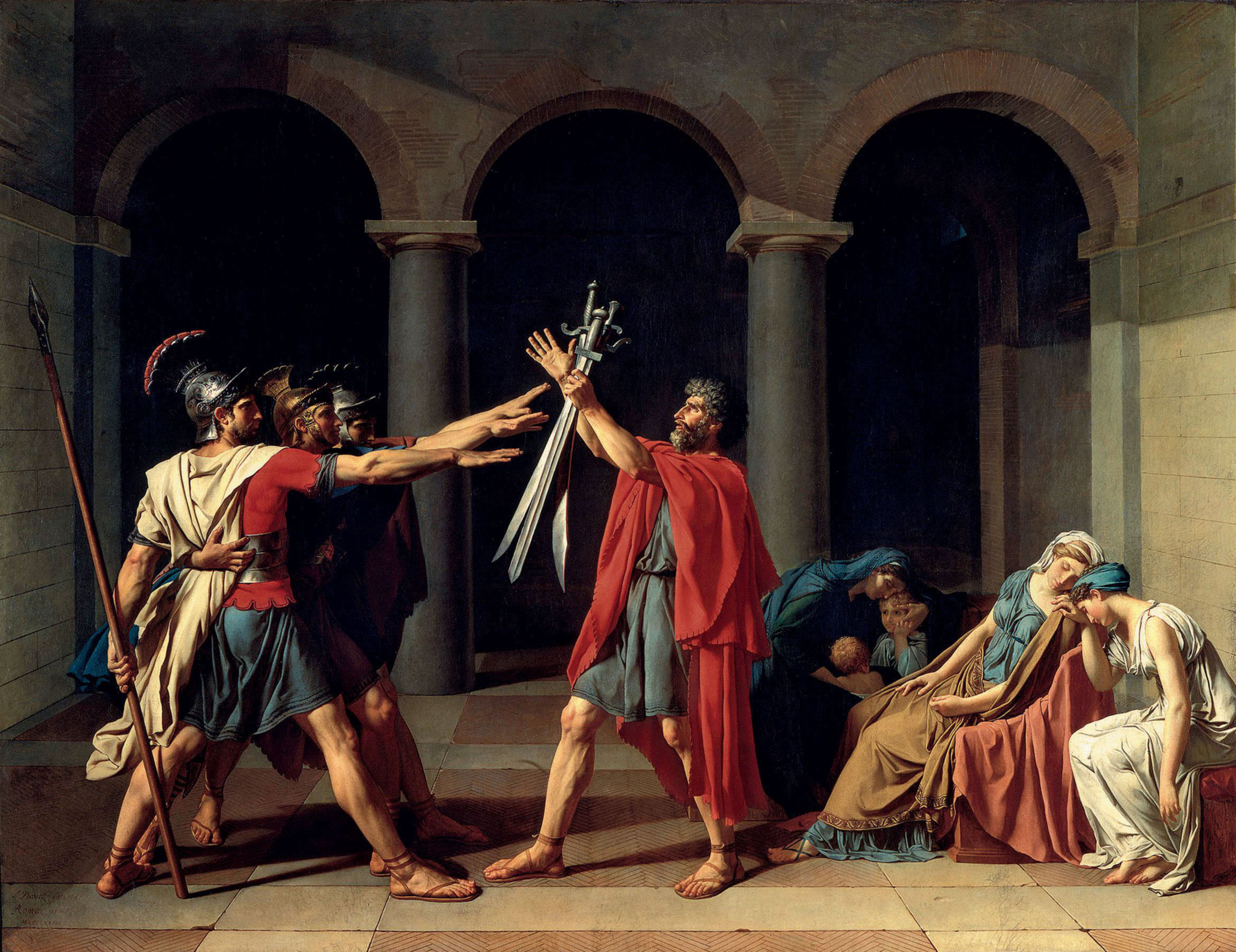
Néoclassicisme Le Serment des Horaces Jacques-Louis David
Orientalisme Le bain turc Jean-Auguste-Dominique Ingres
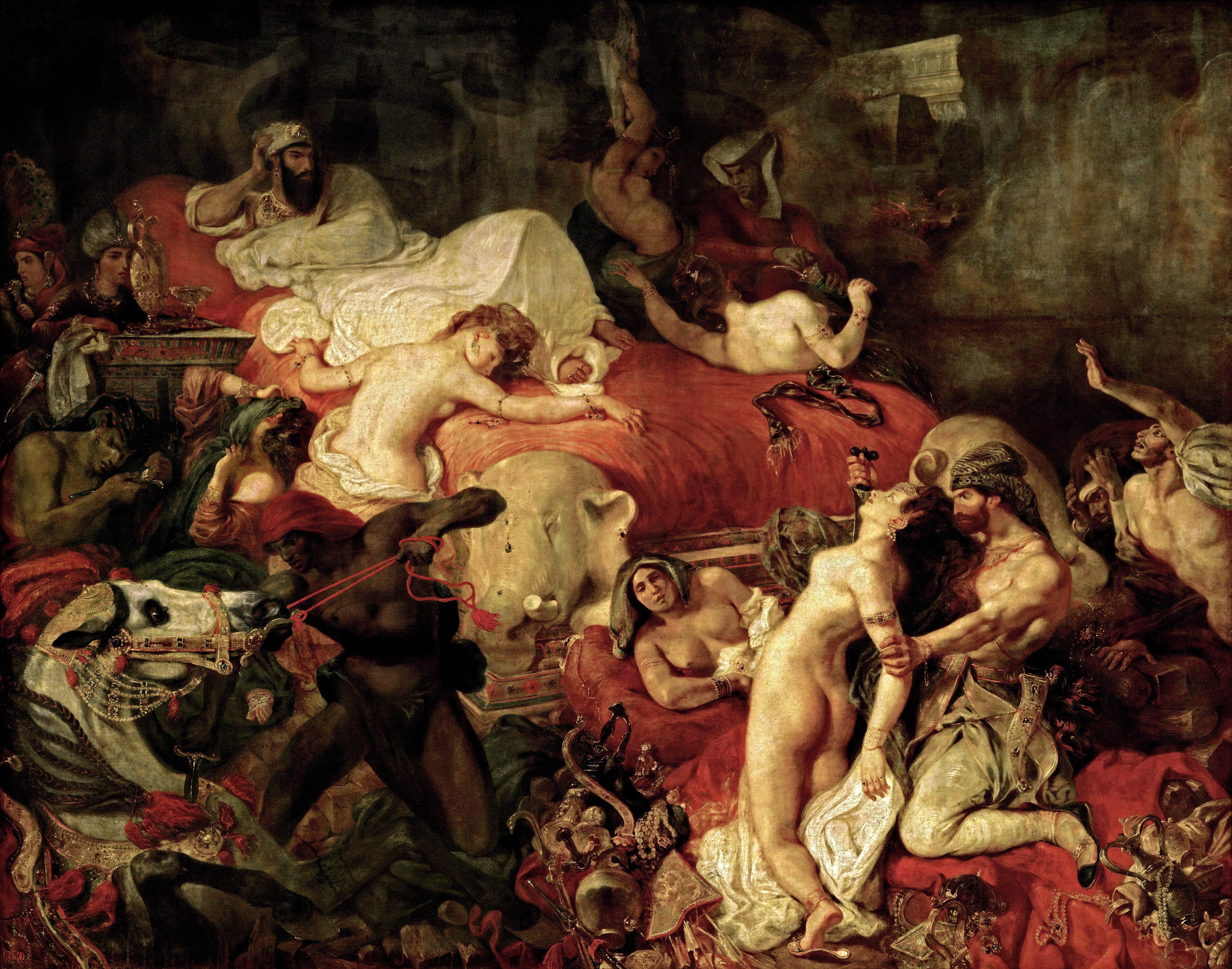
Romantisme La mort de Sardanapale Eugène Delacroix
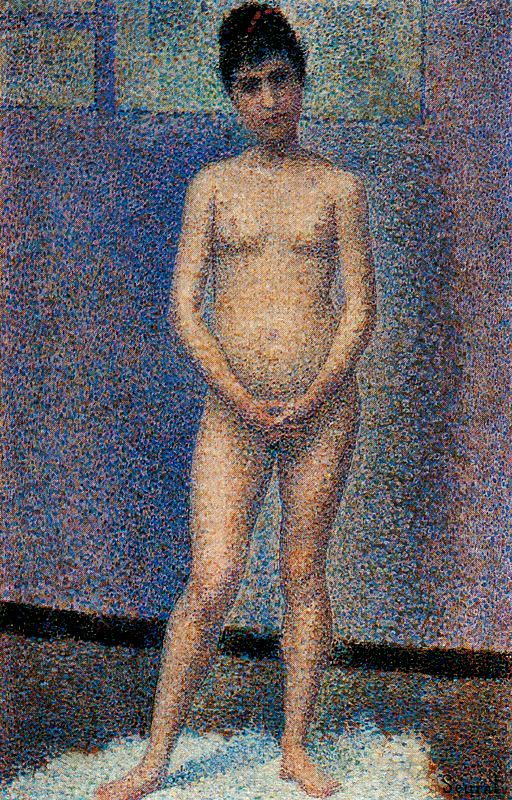
Pointillisme Femme debout Georges Pierre Seurat
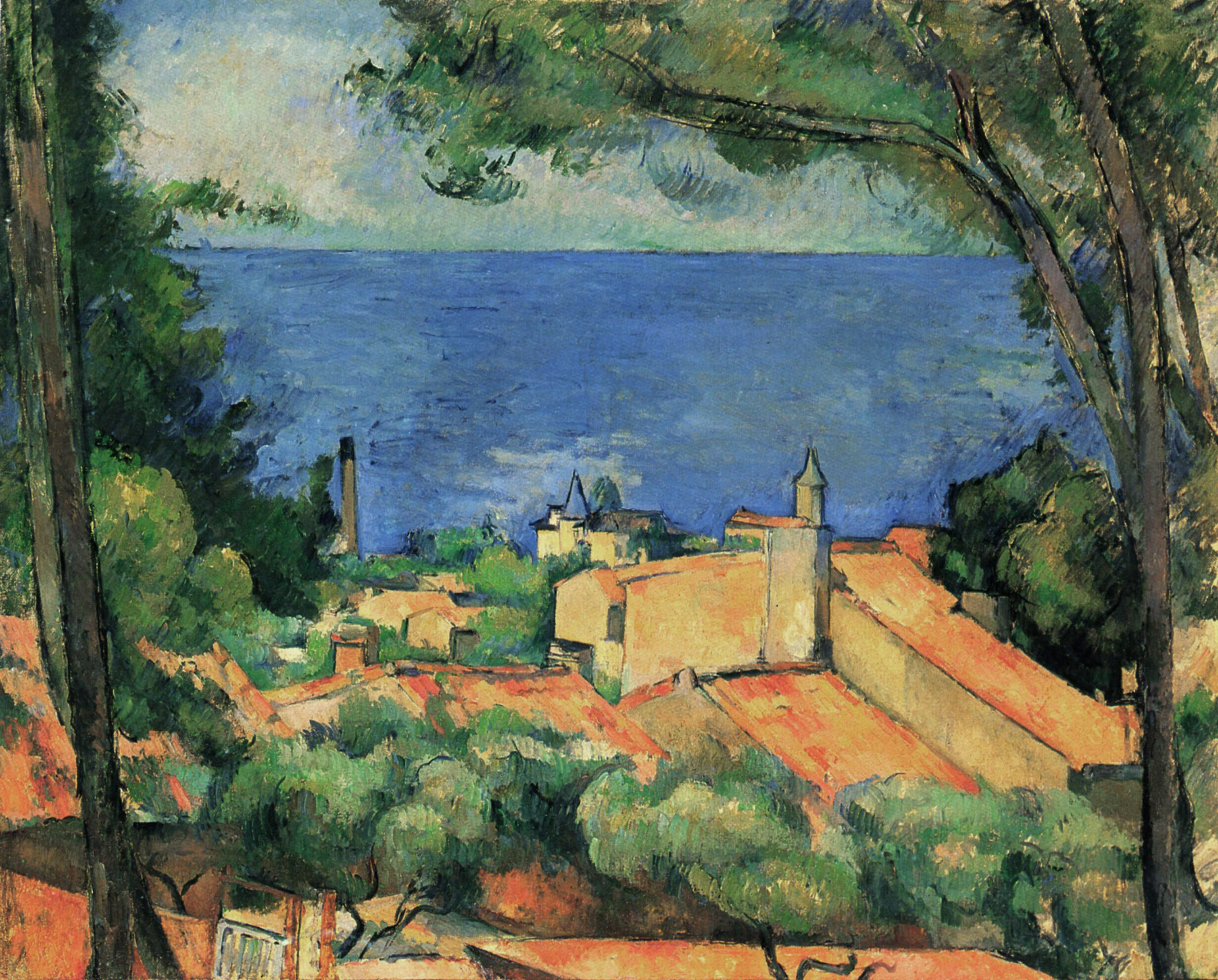
Impressionnisme L'Estaque Paul Cézanne
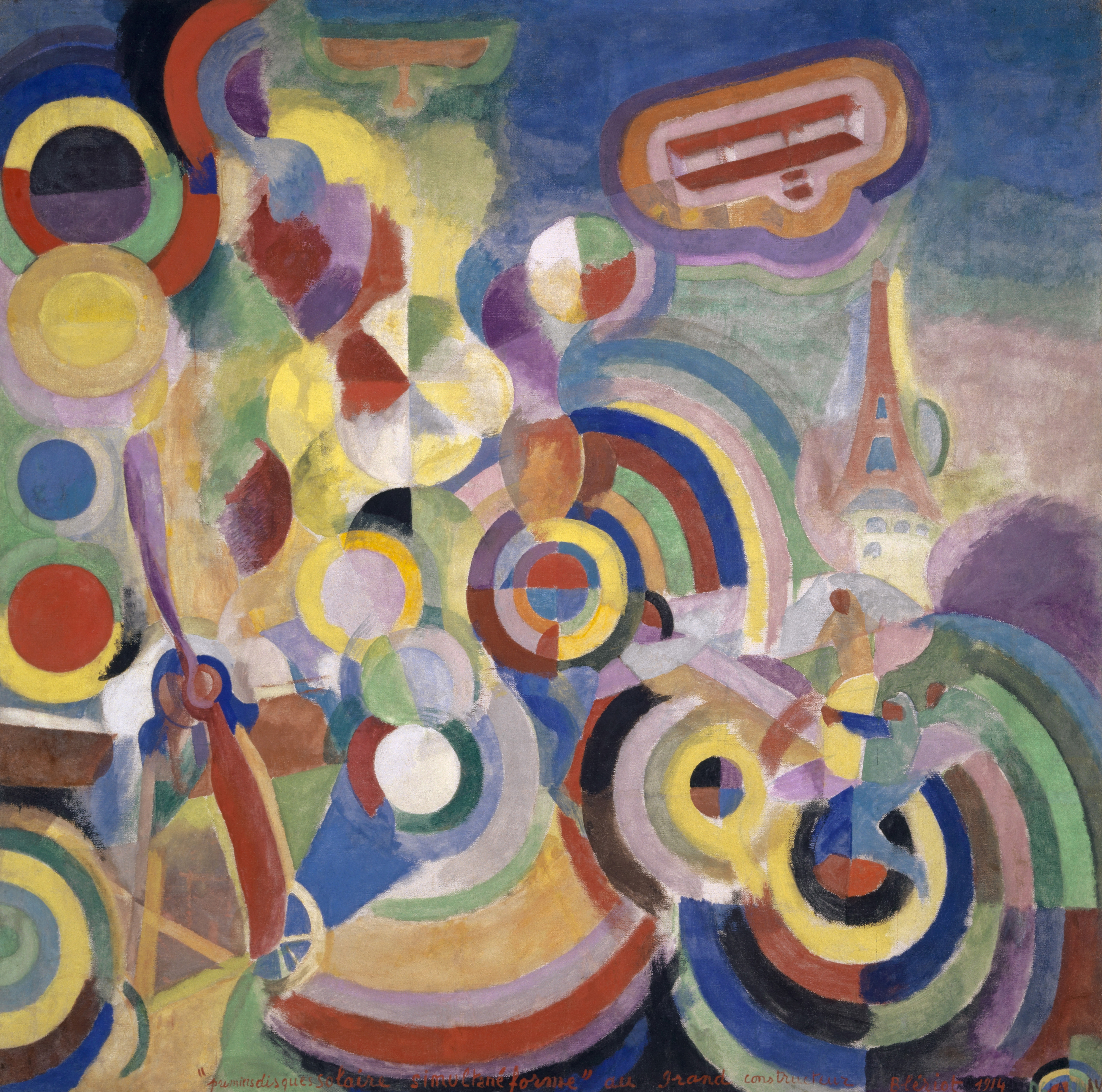
Orphisme (cubisme) Hommage à Blériot Robert Delaunay